# هریپسیمه موکاتاسیان
هریپسیمه هنریکی موکاتاسیان (ارمنی: Հռիփսիմե Հենրիկի Մոկացյան؛ انگلیسی: Hripsime Mokatsyan؛ ۲۰ سپتامبر ۱۹۶۴) پزشک زایمان و پزشک زنان اهل ارمنستان است.

## زندگی‌نامه
وی در ۲۰ سپتامبر ۱۹۶۴ در ایروان به دنیا آمد و از دانشگاه پزشکی دولتی ایروان (۱۹۸۷) فارغ‌التحصیل گشت. وی برنده جوایزی همچون مدال طلای انستیتو بیوگرافی آمریکا و عنوان زن سال (۲۰۰۰) شد.

## یادداشت
1. ↑  բժշկական գիտությունների դոկտոր
2. ↑  obstetrician
3. ↑  gynaecologist
4. ↑  Ամերիկյան կենսագրական ինստիտուտի ոսկե մեդալ
5. ↑  «Տարվա կին» կոչում